# Humorous Phases of Funny Faces
Humorous Phases of Funny Faces é um filme de curta-metragem de animação estado-unidense, realizado por James Stuart Blackton. É geralmente considerado pelos historiadores do cinema como o primeiro filme de animação gravado sobre suporte fotográfico.

## Técnicas

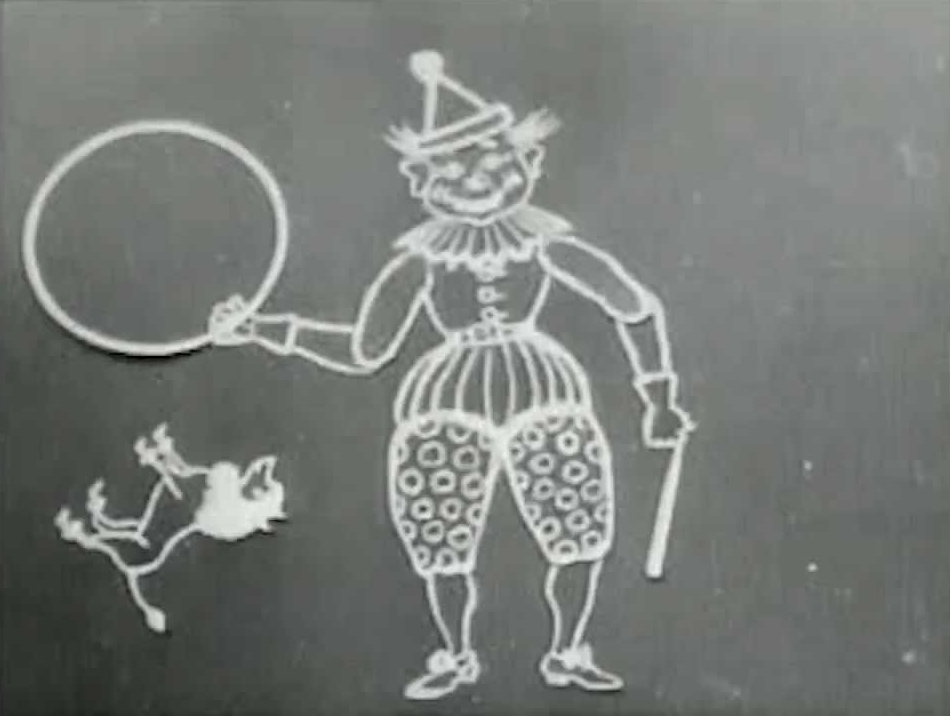
Um único fotograma da animação, a mostrar o uso da técnica de recortes.

São utilizadas tanto a técnica de animação stop motion, como a animação de recortes, assim como Edwin Porter moveu suas letras nos filmes How Jones Lost His Roll e The Whole Dam Family and the Dam Dog. No entanto, há uma pequena secção curta do filme onde as coisas são feitas para parecer que se movam, alterando os próprios desenhos de fotograma a fotograma. 
O filme é projetado a vinte fotogramas por segundo.